# Oberanger
Der Oberanger in München liegt in der Altstadt und verläuft vom Rindermarkt bis zum  Sendlinger Tor.

## Geschichte
Der Oberanger ist (um ca. 1300) nach der ehemaligen Flurbezeichnung für die Felder jenseits der südlichen Stadtmauer benannt. Bei Entstehung der Stadt um 1158 floss hier der Angerbach, der die ältesten Straßen der Stadt mit Wasser versorgte. Zur Zeit der Herstellung der äußeren Stadtmauer (1319) hatten verschiedene Gewerbe von diesem Gebiet Besitz ergriffen. Sie bildeten eine Quelle des Wohlstandes von München. Hier hatten die Tuch- und Lodenmacher (Wattmanger), Lodenwirker, Leinweber, Wollenschläger und Färber ihre Werkstätten. Der »Hai«- oder »Hägeturm« am Ende der oberen Angergasse, unter dessen gotischen Gewölben der nunmehr überwölbte, die Mitte des Oberangers durchfließende Thorkanal in die Stadt floss, war der älteste Wasserreserveturm Münchens und wurde erst 1870 abgebrochen.

## Lage
Der Oberanger verläuft vom Rindermarkt, an der Kreuzung mit dem Rosental in südöstlicher Richtung  bis zum Sendlinger Tor. Zahlreiche Straßen verbinden den Oberanger mit der westlich parallel laufenden Sendlinger Straße, so die Herzog-Wilhelm-Straße, Schmidstraße, Singlspielerstraße, Hermann-Sack-Straße, Dultstraße und das Rosental. Hinzu kommen Fußgängerpassagen wie etwa zum Angerblock oder Richtung Osten zum St.-Jakobs-Platz. Die Klosterhofstraße schafft eine Verbindung zum östlich verlaufenden Unteren Anger.

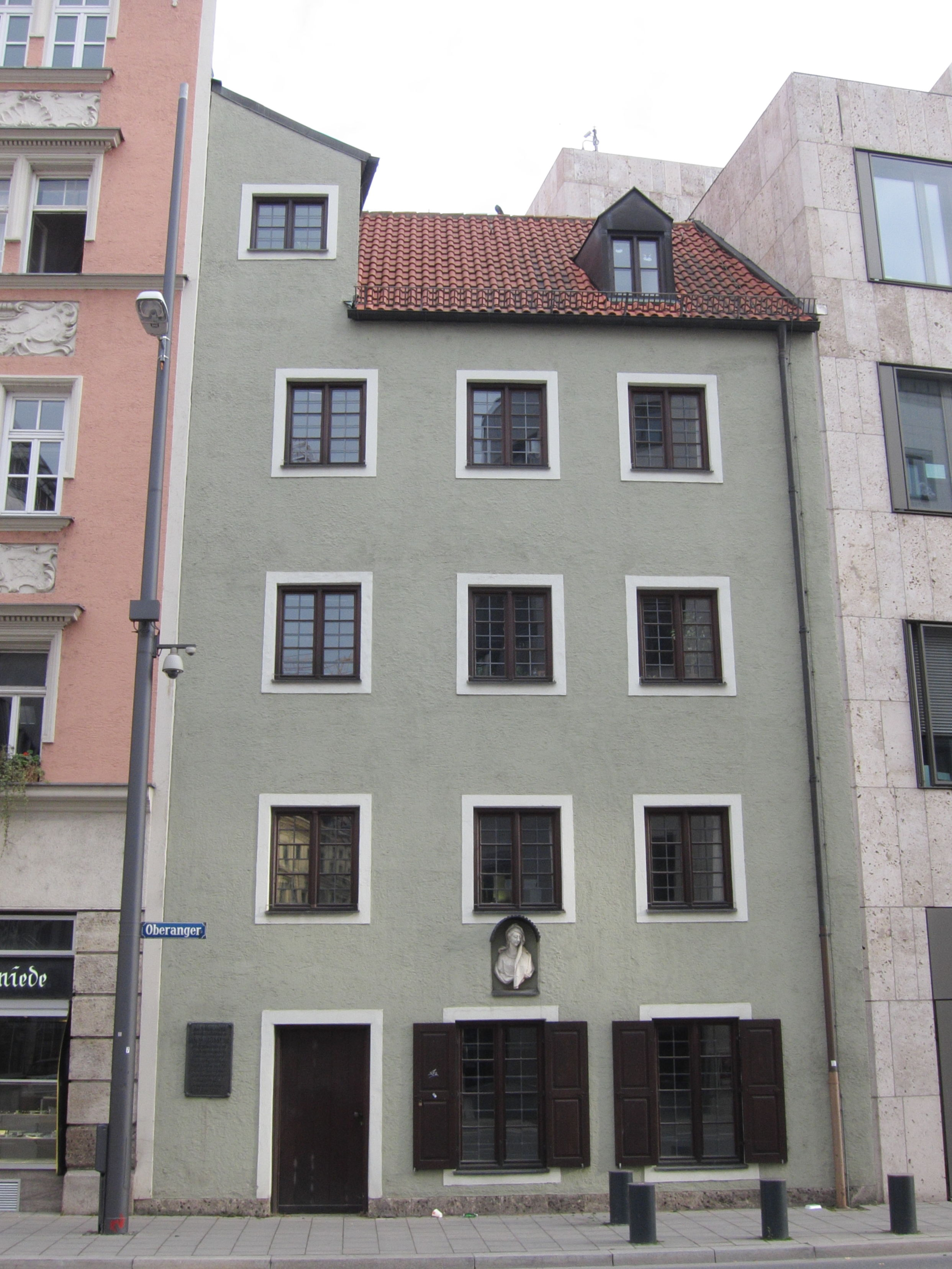
Ignaz-Günther-Haus am Oberanger Nr. 11
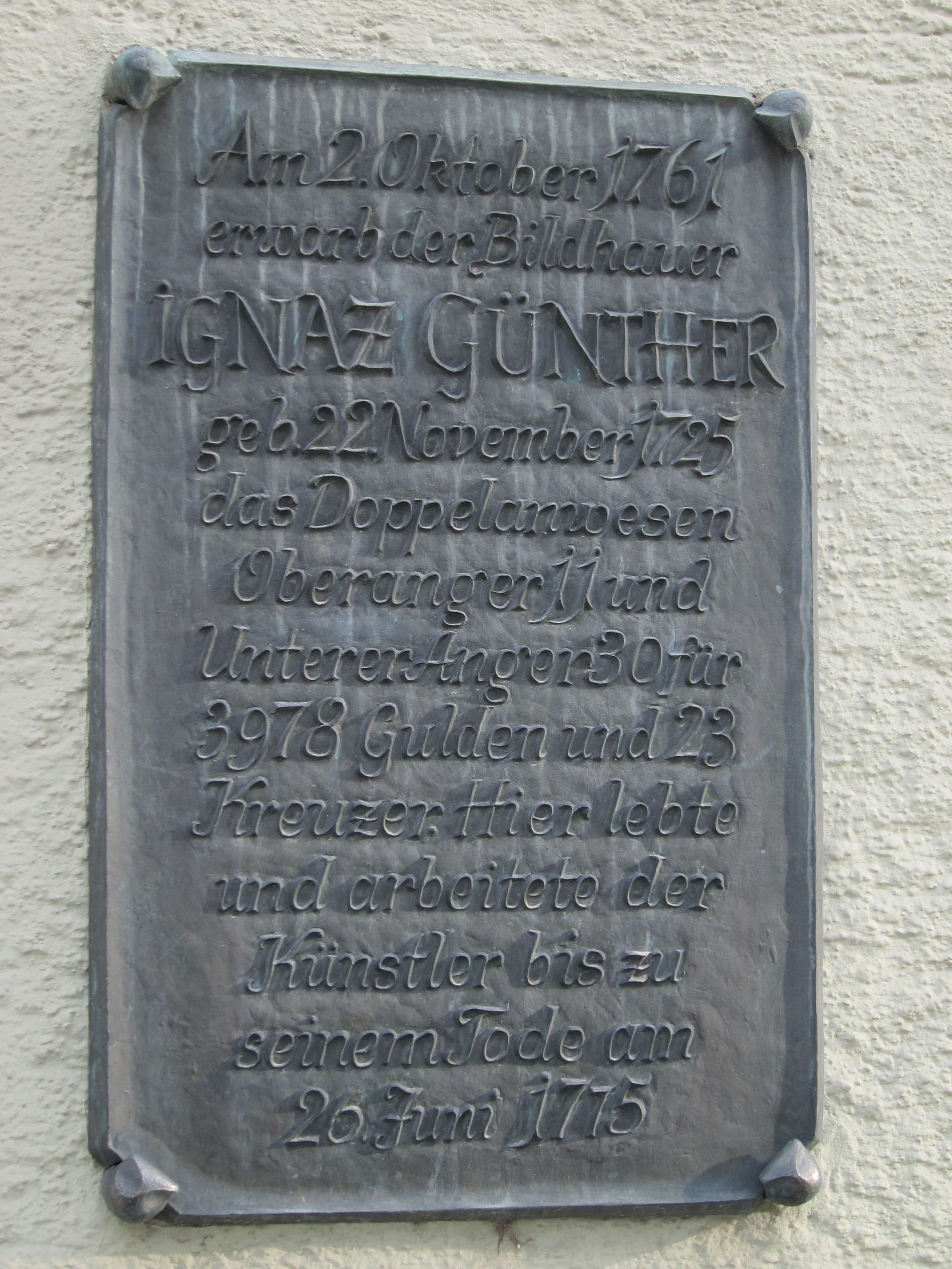
Gedenktafel an Ignaz-Günther
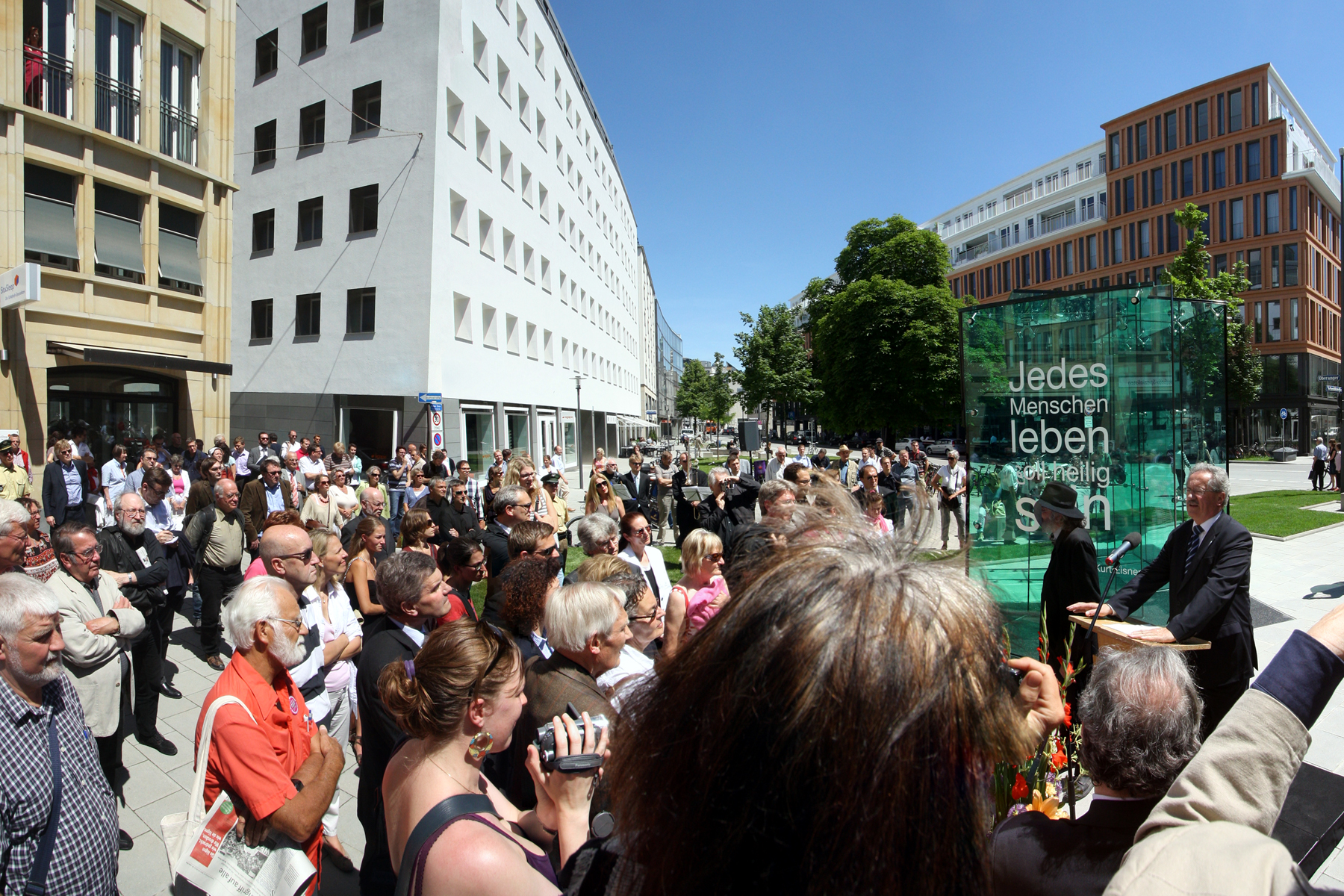
Übergabe des Eisner-Denkmals am Oberanger (2011)
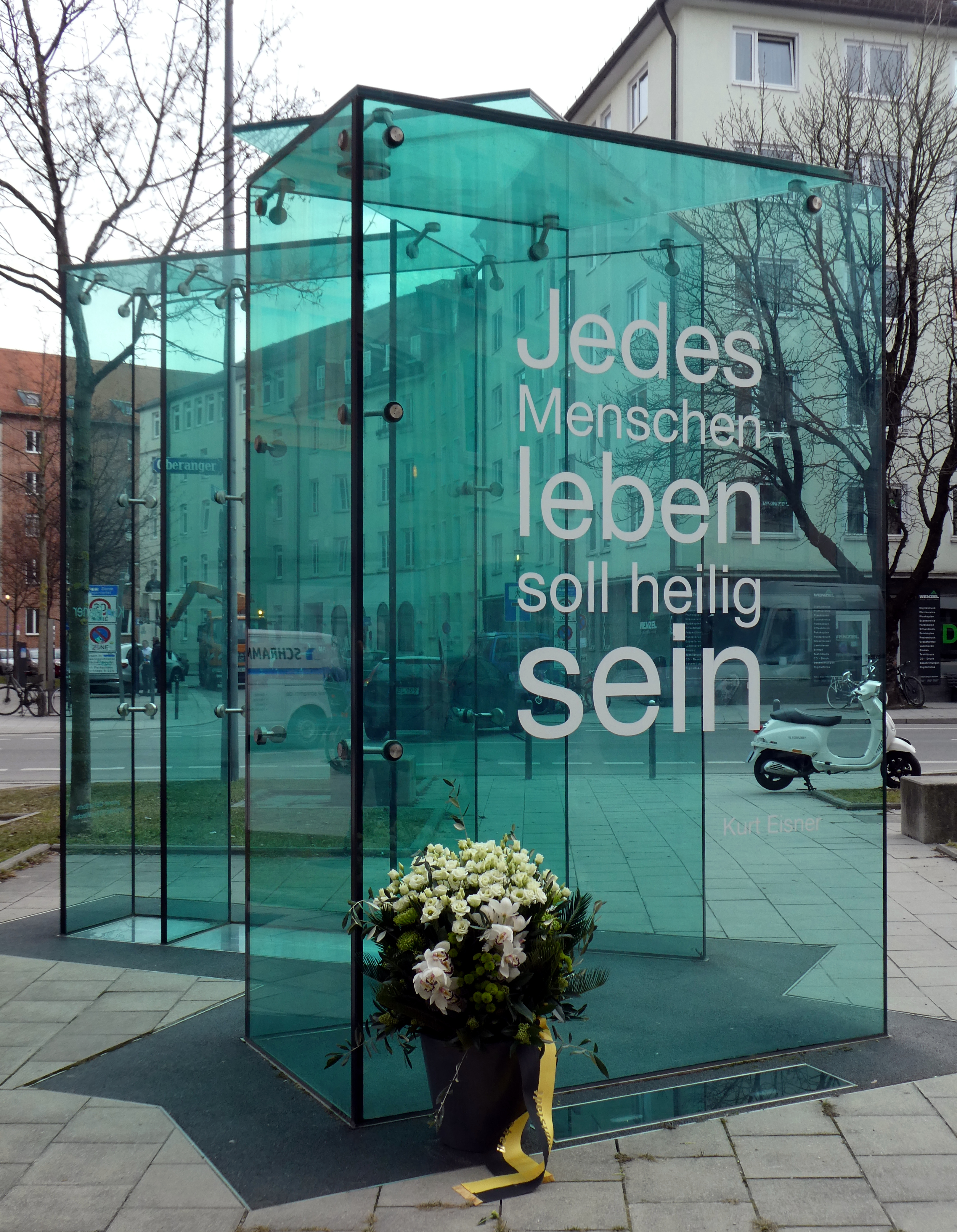
Kurt-Eisner-Denkmal an der Abzweigung der Klosterhofstraße
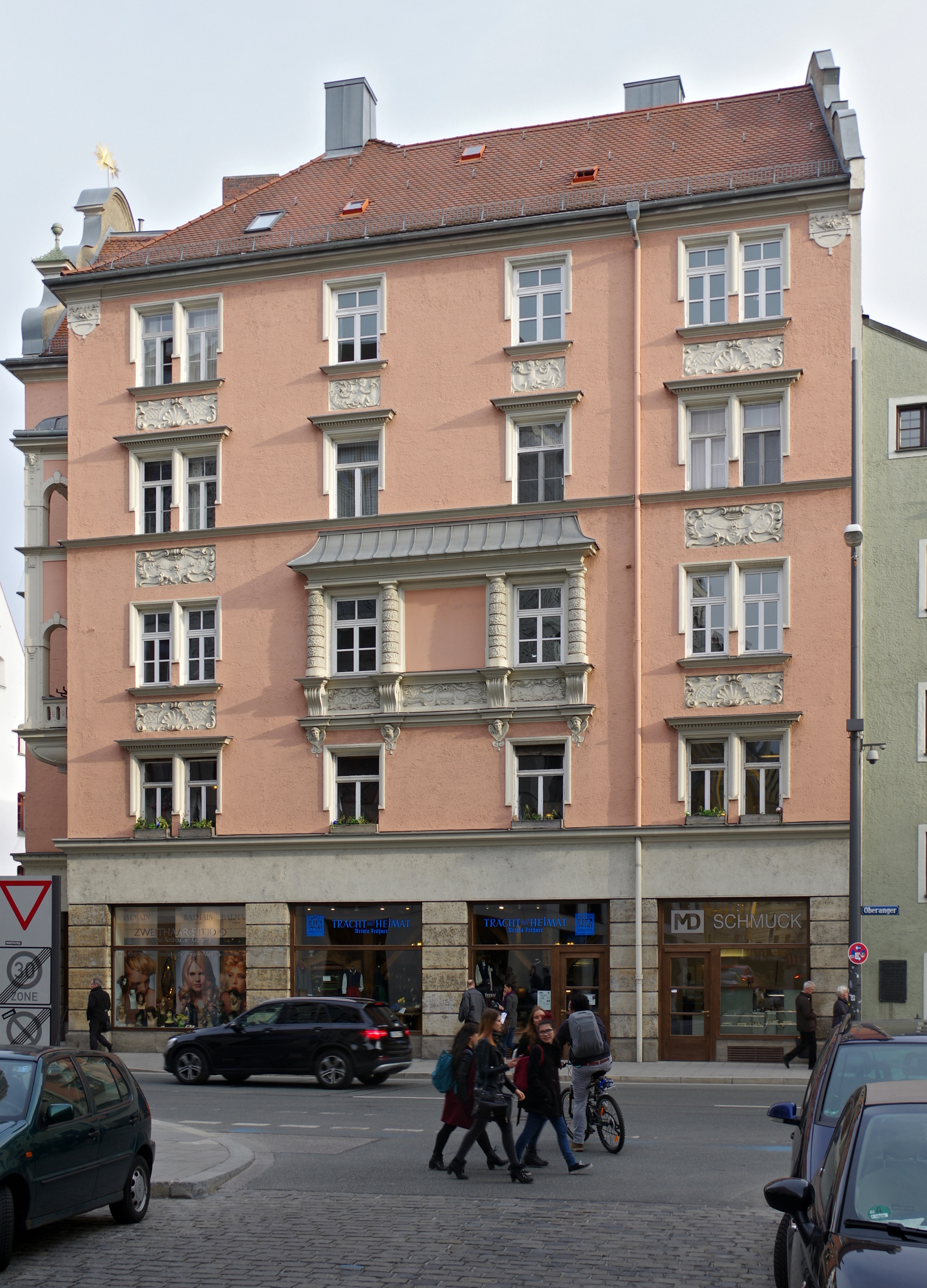
ORAG-Haus am Oberanger 9, Neubarockhaus, 1896–1897 von Johann Grassel, Adam Grassel und Max Kraus.
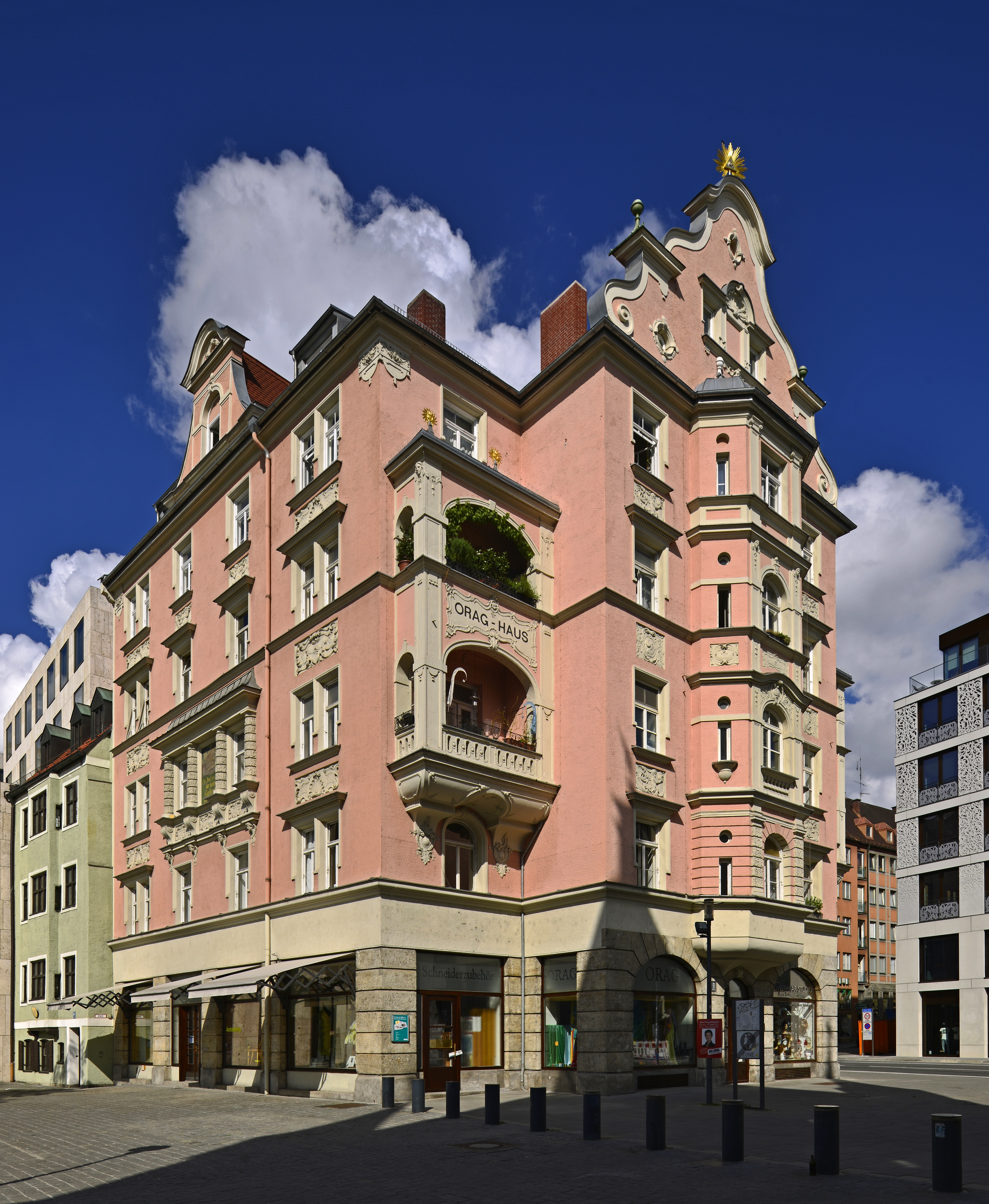
ORAG-Haus am Zugang zum St.-Jakobs-Platz vom Oberanger aus
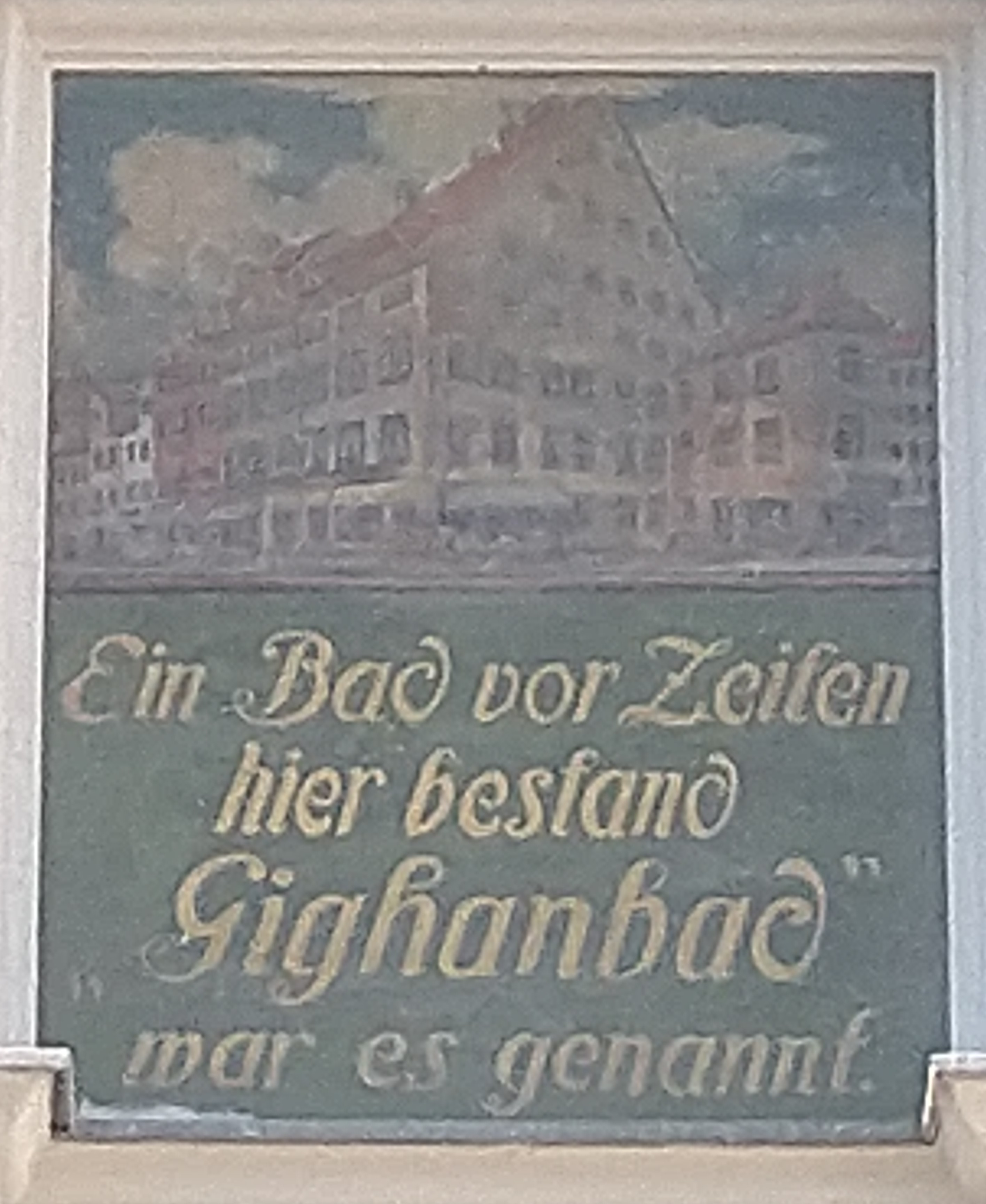
Gedenktafel an das Gighanbad am ORAG-Haus
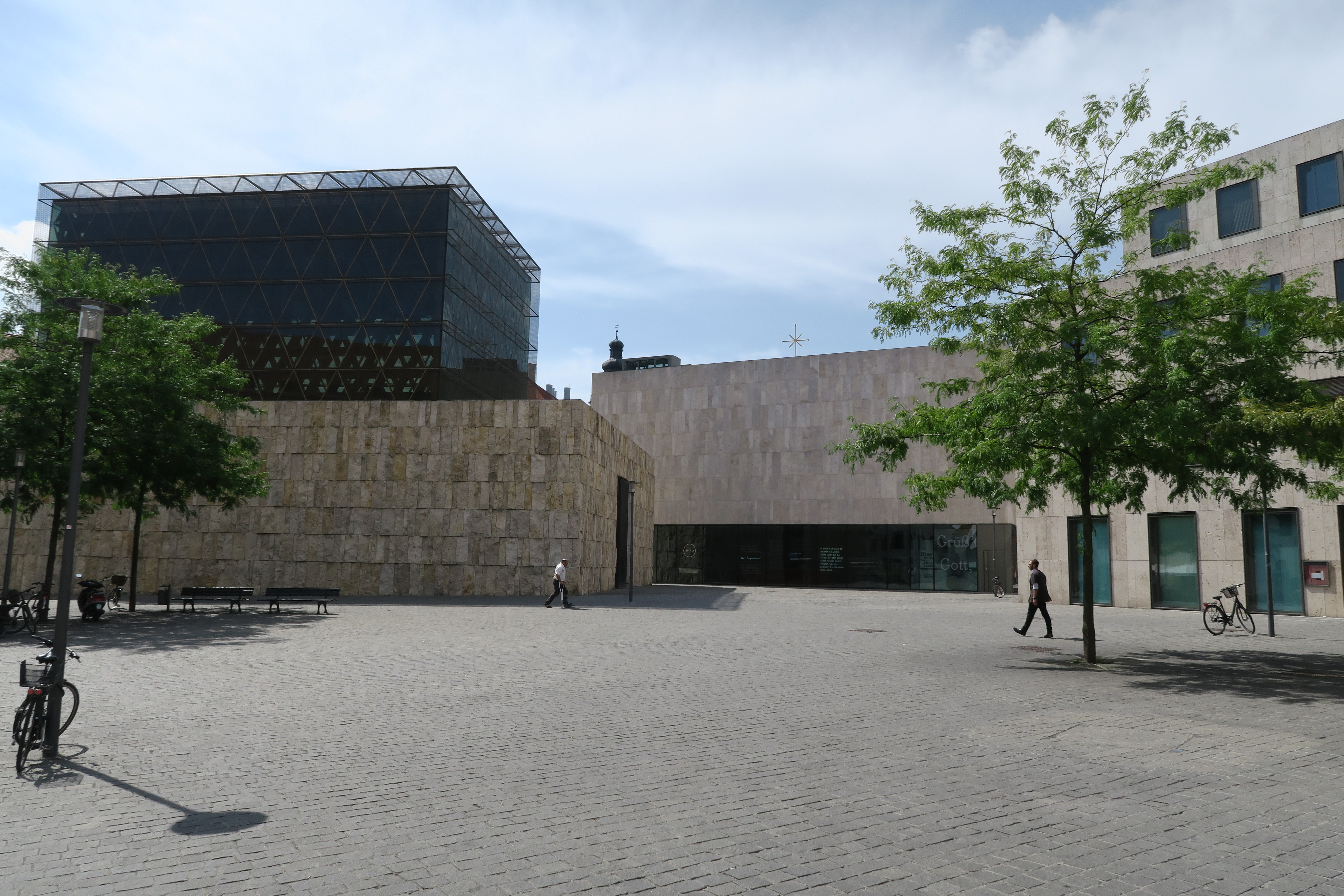
Blick vom Oberanger auf den St.-Jakobs-Platz und die Hauptsynagoge
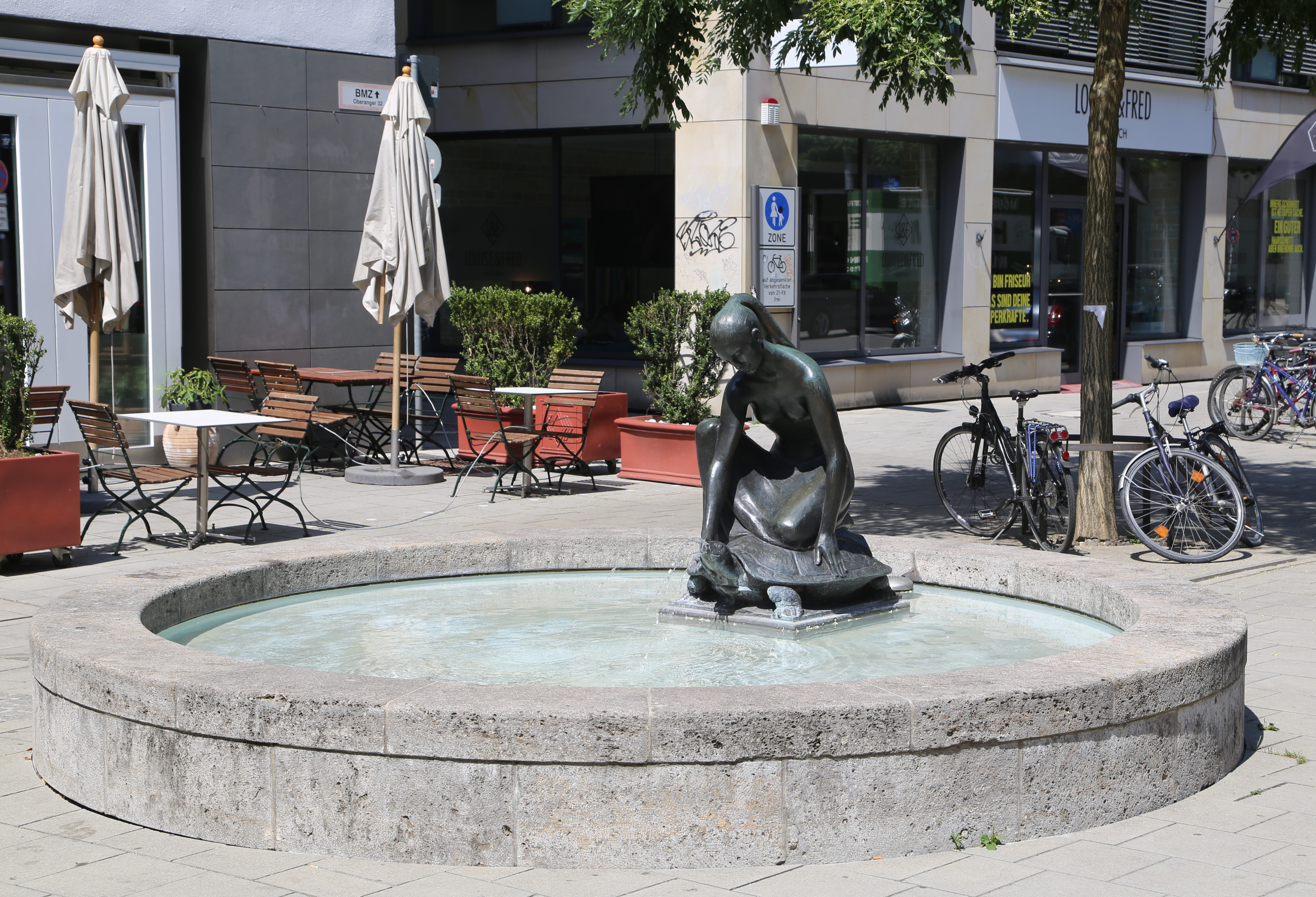
Oberanger 32, Mädchen auf Schildkröte, Brunnen von Jean Henninger, 1971, an der Abzweigung der Singlspielerstraße
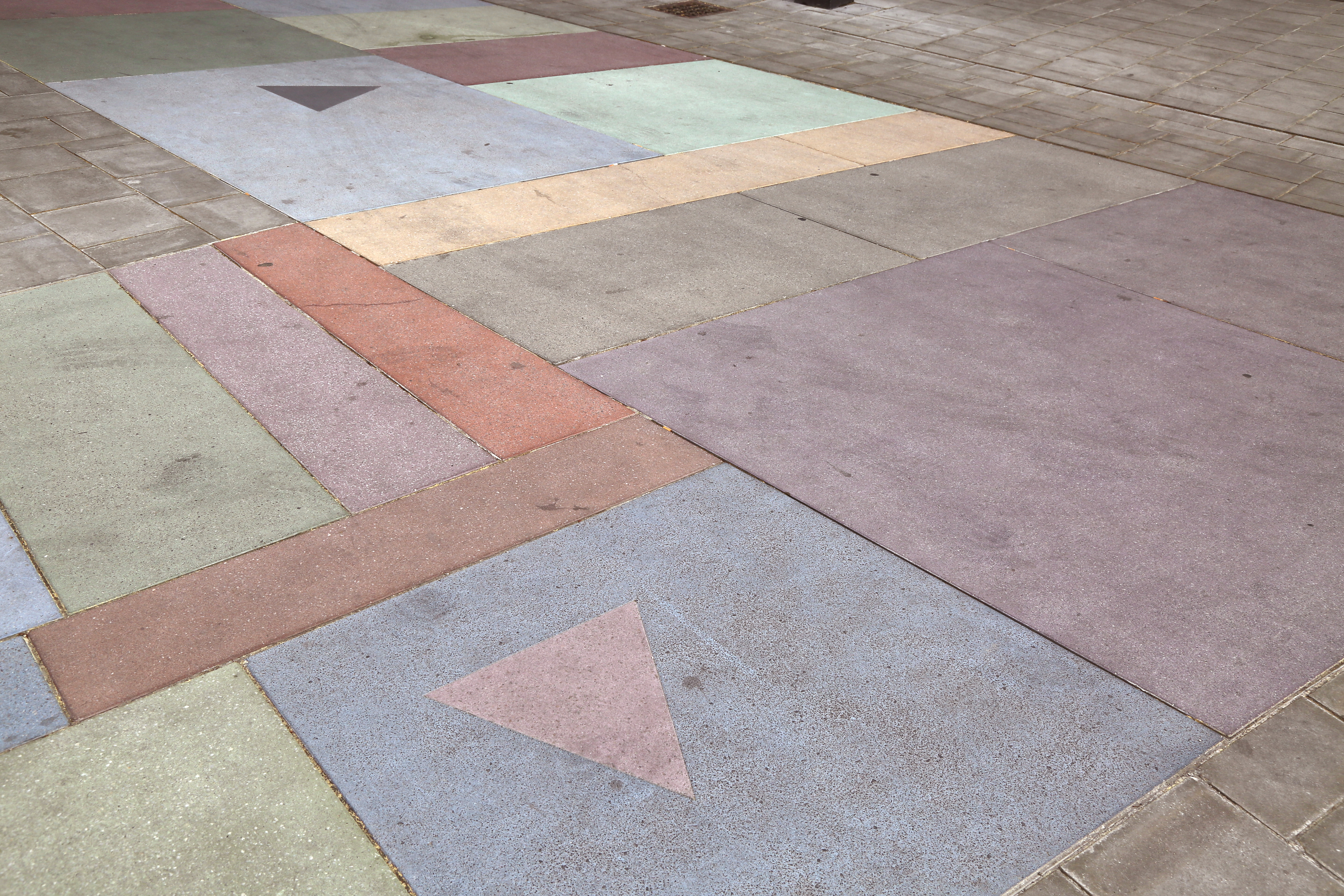
Denkmal für die im Nationalsozialismus verfolgten Lesben und Schwulen, Bodenmosaik Ecke Oberanger und Dultstraße
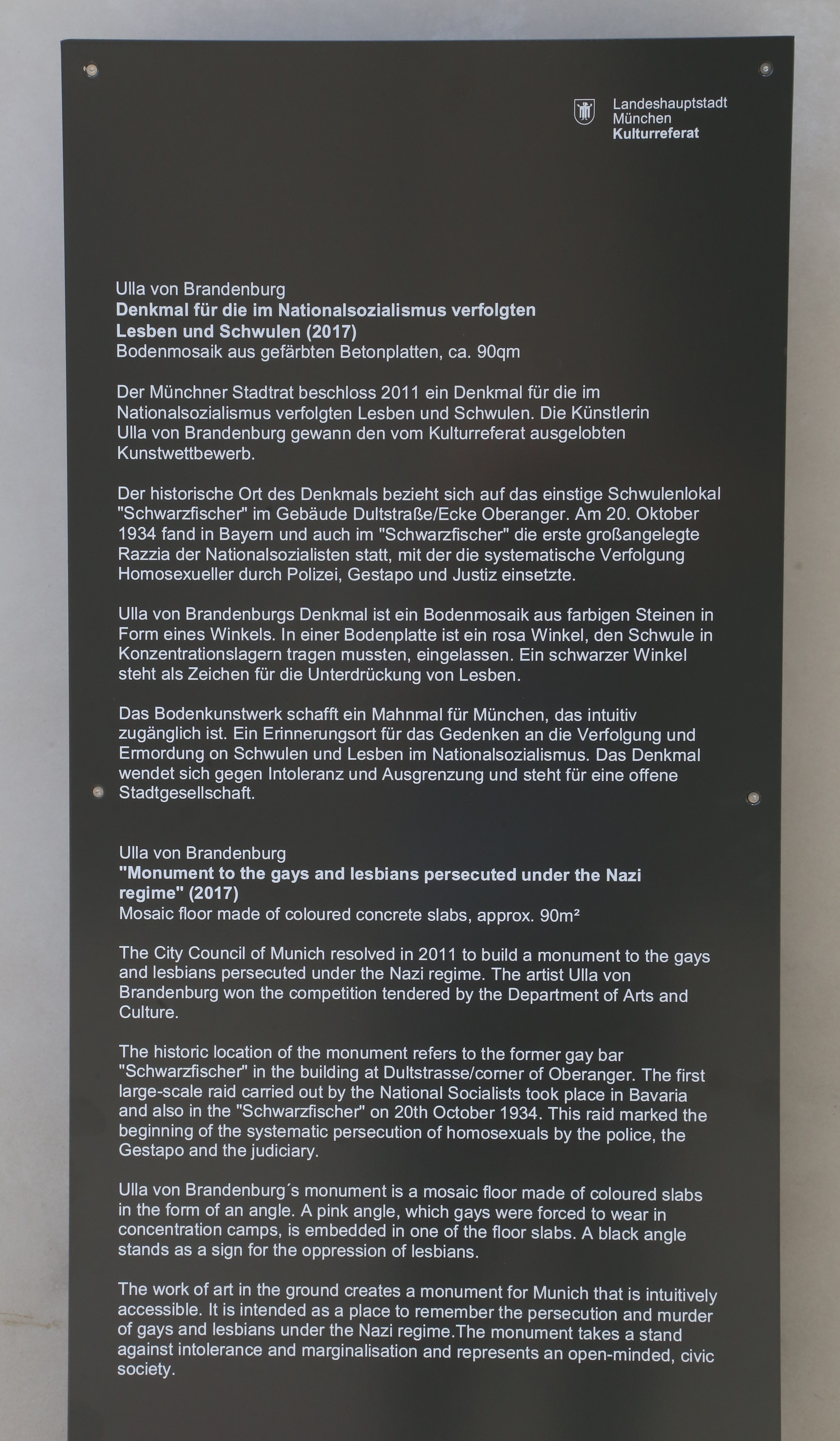
Infotafel des Denkmals